# Myripristis leiognathus
El candil panameño o soldado panámico es la especie Myripristis leiognathus, un pez marino de la familia holocéntridos, distribuida por la costa tropical este del océano Pacífico, desde el golfo de California al norte hasta Ecuador al sur. incluyendo el archipiélago de Revillagigedo, las islas Galápagos y la isla del Coco.
Ocasionalmente es pescado y se puede encontrar fresco en los mercados, pero con un escaso valor comercial. Es inofensivo.

## Anatomía
Cuerpo comprimido lateralmente y de color rojo, con una longitud máxima descrita de 18 cm aunque la longitud máxima normal es de 12 cm. Tiene 11 espinas en la aleta dorsal y una docena de radios blandos, y 4 espinas en la aleta anal también con una docena de radios blandos.

## Hábitat y biología
Viven en aguas subtropicales poco profundas de la costa, asociados a arrecifes, con un rango de profundidad entre 3 y 24 metros.
Los adultos se esconden debajo de las piedras grandes y en cavidades del arrecife durante el día; forma grupos pequeños en sustratos rocosos y ocasionalmente en sustratos blandos, así como se les puede encontrar en grupos cerca de la superficie de noche cuando salen a capturar sus presas, que son principalmente crustáceos.
La reproducción es ovípara, con larvas planctónicas.